# كريس لان
كريس لان (بالإنجليزية: Chris Lane)‏ هو مغني وكاتب أغاني أمريكي، ولد في 9 نوفمبر 1984 في كيرنيرسفيل في الولايات المتحدة.

## وصلات خارجية
- الموقع الرسمي
- كريس لان على موقع ميوزك برينز (الإنجليزية)
- كريس لان على موقع أول ميوزيك (الإنجليزية)
- كريس لان على موقع ديسكوغز (الإنجليزية)